# هیوندای آئرو تاون
هیوندایی آئرو تاون (Hyundai Aero Town) خودرویی است که سیستم جعبه‌دندهٔ آن به دو صورت خودکار و دستی است.